# Maarten Gerritszoon de Vries
Maarten Gerritszoon de Vries (* 28. Februar 1589 in Harlingen; † Ende 1647 unweit Manila; auch Fries oder andere Varianten) war ein niederländischer Seefahrer und Entdecker aus Harlingen. Er arbeitete lange auf Taiwan als Kartograf. Gouverneur-General Anthonie van Diemen war ein aktiver Vorstand der Niederländischen Ostindien-Kompanie (VOC), der beabsichtigte, seine Kolonie zu vergrößern. Er schickte unter anderem Maarten de Vries aus, um das Gebiet östlich von Japan und die Küste der Tartarei zu erkunden. An Bord des Schiffes waren reichlich Männer und Lebensmittel, um eine neue Faktorei zu gründen.

## Expedition nach Nord-Japan 1643
Maarten de Vries war Kapitän des Schiffes Castricum, das im Februar 1643 zusammen mit der Breskens unter Hendrick Cornelisz Schaep von Batavia aufbrach. Wie schon Quast und Tasman 1639 sollten sie den Gerüchten über die Gold- und Silberinseln auf den Grund gehen. Von Ternate aus stach die kleine Flotte am 4. April in See. Am 8. Mai 1643 wurden die Daitō-Inseln entdeckt und von ihren Entdeckern Breskens-Eylant benannt. Aber schon am 20. Mai verloren die Schiffe bei Hachijo Shima (290 km südöstlich von Tokio, Teil der Izu-Inseln) den Kontakt. Die Inseln wurden folglich Ungeluckich (Unglücksinsel) genannt.
Die Castricum unter Vries fuhr weiter östlich und erreichte am 5. Juni die Spitze von Honshū. Von dort aus ging es weiter nach Hokkaidō und Iturup, das den Namen Staten Landt erhielt. Danach erreichte de Vries die Nachbarinsel Urup, die er Companijes-Eylandt nannte, durchfuhr die Fries-Straße (Proliv Friza) zwischen Urup und Iturup und erreichte die Aniwa-Bucht und die Taraika-Bucht auf Sachalin. Durch den dichten Nebel in dieser Zeit konnte er nicht erkennen, dass Sachalin und Hokkaido getrennt waren. Er verließ die Gegend im August und erreichte im Dezember 1643 Batavia.

### Breskens

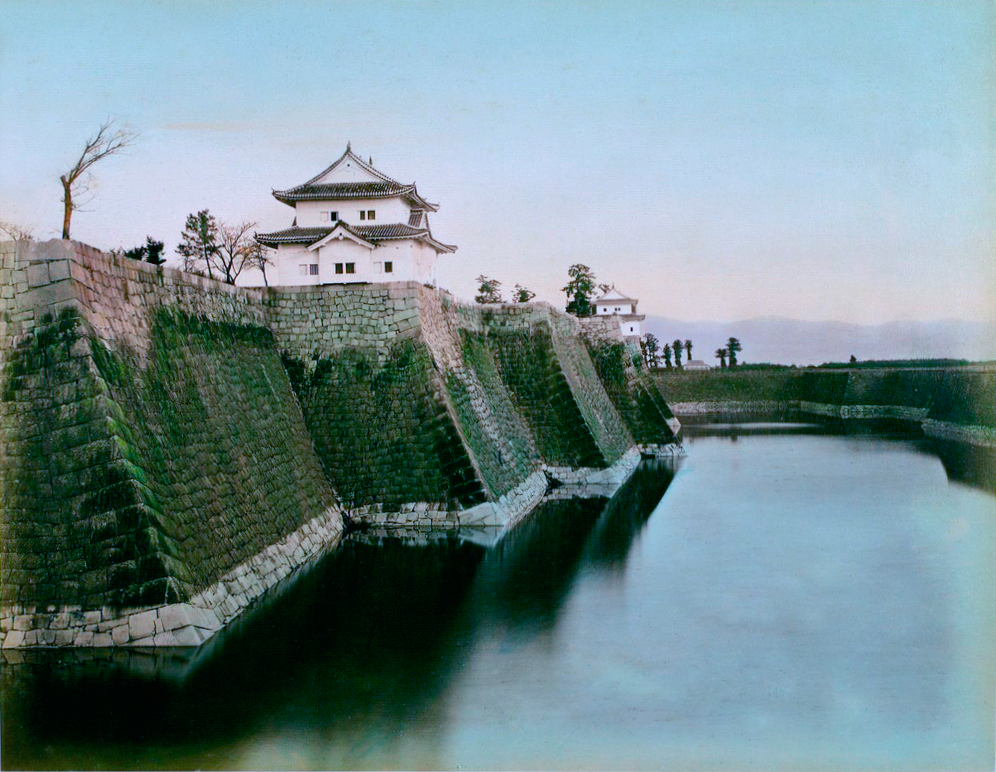
Stadtmauer von Edo mit Wachtturm (1868)

Der kleineren Breskens erging es schlechter; im Sturm wurde sie vor die japanische Küste getrieben und endete in einer Bucht beim Dorf Yamada im Lehen Morioka des Nambu-Klans in der Provinz Mutsu (heute: Präfektur Iwate). Auf der Suche nach Trinkwasser und Essen gingen die Männer am 10. Juni 1643 an Land. Dort sind sie freundlich von den Fischern empfangen worden. Ohne Auftrag fuhr das Schiff sechs Wochen später nochmal in diese reizende Bucht. Abends wurde mit einem Samurai an Bord gefeiert. Wahrscheinlich waren auch einige Frauen dabei. Das Logbuch ist nicht erhalten geblieben, die Geschichte ist erst später aus mehreren Quellen konstruiert worden. Den nächsten Tag, am 29. Juli, gingen neun unbewaffnete Mannschaften und der Kapitän Hendrick Cornelisz Schaep an Land, weil sie frisches Gemüse und Fisch bestellt hatten und (absichtlich) von zehn Frauen eingeladen wurden. Die Holländer wurden in einen Bauernhof geleitet, erhielten Reis und Sake und wurden anschließend von einer Menge japanischer Männer gefangen genommen. Mittlerweile hatte die Lage in Yamada sich geändert: die Behörde bekamen Angst wegen der strengen Gesetze. Die Japaner hielten sie für Spanier, da kurz zuvor ein Versuch spanischer Jesuiten entdeckt worden war, unbemerkt ins Land zu kommen. Man brachte sie in die Lehenshauptstadt Morioka und dann nach Edo. Die Breskens fuhr am 31. Juli 1643 ohne Kapitän weiter und sank am 1. August 1646 in einer Seeschlacht in der Bucht von Tigaol.
Die Mannschaft wurde mit Hilfe von Dolmetschern aus Nagasaki befragt, dabei war auch der ehemalige Jesuit Christovão Ferreira (jap.: Sawano Chūan). Der Vertreter der VOC in Japan Jan van Elserack konnte beim Shogun Tokugawa Iemitsu erreichen, dass die Seeleute am 8. Dezember 1643 zur VOC überstellt wurden.
Im Januar erreichten sie Dejima und reisten erst im Oktober 1644 nach Fort Zeelandia auf Taiwan. Unterwegs trafen sie die Castricum auf ihre Rückreise nach Batavia.
Das Ergebnis seiner Reisen waren neue Karten von Hokkaido, den Kurilen und Sachalin (Weltkarte von Joan Blaeu 1645/46; Abb. 77). Perfekt war sein Werk nicht, Korea war auf seinen Karten als ein seltsam geformtes Land zu erkennen. Auch fehlte – wegen des Nebels – die La-Pérouse-Straße zwischen Hokkaido und Sachalin.

## La Naval de Manila
1646 war er Führer einer Expeditionsstreitmacht aus 18 Galeonen um die Philippinen von Spanien zu erobern. Die Kriegsschiffe wurden in drei Schwadrone eingeteilt, jedoch von den Spaniern in den fünf Seeschlachten der La Naval de Manila, von März bis Oktober 1646, zurückgeschlagen. Sein Flaggschiff wurde bei der letzten Schlacht vor der Ortschaft Mariveles am 4. Oktober schwer beschädigt. de Vries starb an Bord seines Schiffes auf der Rückfahrt und erhielt ein Seemannsgrab.